# Les tam-tams se sont tus
Pour plus de détails, voir Fiche technique et Distribution.
Les tam-tams se sont tus est un film gabonais réalisé par Philippe Mory et sorti en 1972.

## Synopsis
Abraham, un sculpteur, revient dans son village natale et tombe amoureux de la plus jeune épouse de son oncle.

## Fiche technique
- Titre : Les tam-tams se sont tus
- Réalisation : Philippe Mory
- Scénario : Philippe Mory
- Photographie : Bernard Rerat
- Décors : Jean Ladislaw
- Son : Robert Sonnet
- Musique : Manu Dibango
- Montage : Jean-Pierre Caussy
- Pays :  Gabon
- Durée : 76 minutes
- Date de sortie : 1972

## Distribution
- Philippe Mory : Abraham
- Amélie Jocktane : Cécile
- Gisèle Revignet : Josy
- Marcel James : Oncle Martial
- Jeanette Tchandi : Tante Adah
- Robert Tual : le militaire
- Christian Abochet : Nguema